# کلونوویتس
کلونوویتس (به لهستانی:  Klonówiec) یک روستا در لهستان است که در گمینا لیپنو (استان لهستان بزرگ‌تر) واقع شده‌است.
 کلونوویتس  ۳۶۳ نفر جمعیت دارد و ۸۹ متر بالاتر از سطح دریا واقع شده‌است.